# Città d'arte

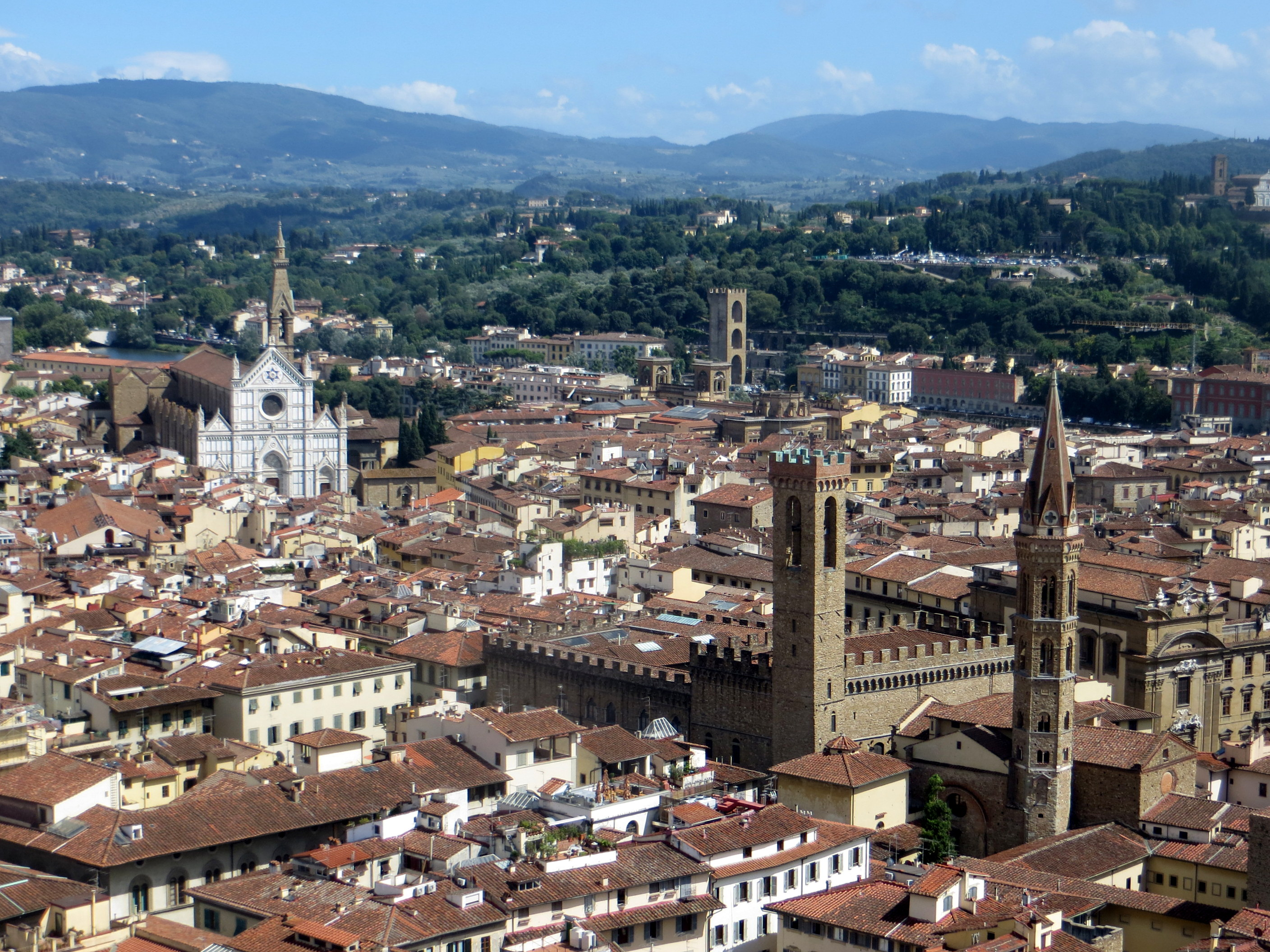
Veduta di Firenze dal Campanile di Giotto

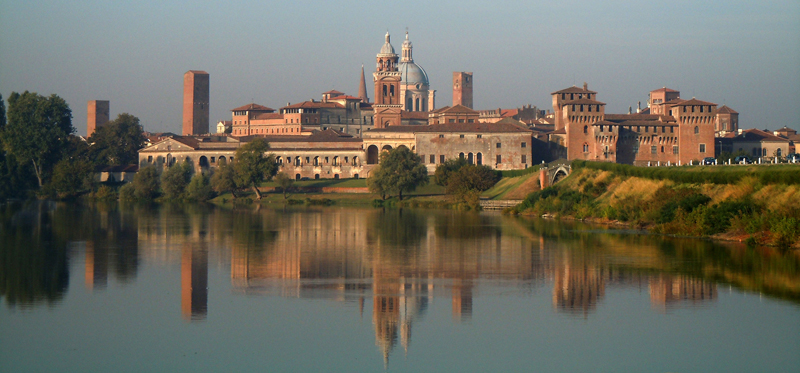
Mantova, città d'arte

Città d'arte sono le città che sono dedicate e riconosciute come aventi l'arte come un elemento centrale della loro identità culturale. Le città d'arte generano una buona parte della loro economia attraverso il turismo culturale. 
Le città d'arte possono avere un considerevole numero di residenti attivi nel campo artistico-culturale, o per lo meno averli avuti nel passato. Santa Fe (Nuovo Messico) è un esempio di una città d'arte, con oltre 5.000 artisti che vivono entro i limiti della città, eventi artistici tutto l'anno, istituzioni artistiche tra cui 10 musei e 100 gallerie, così come corsi, seminari didattici e conferenze.
Tra le città d'arte europee si possono citare Firenze, culla dell'arte del Rinascimento, o centri per festival artistici come Tanglewood o Spoleto; o così piccole città come Nelsonville (Ohio), che si sono dedicate ad un'identità artistica basata su ceramica tradizionale e arte popolare, incentrate su una piazza della città orientata all'arte.

## Storia

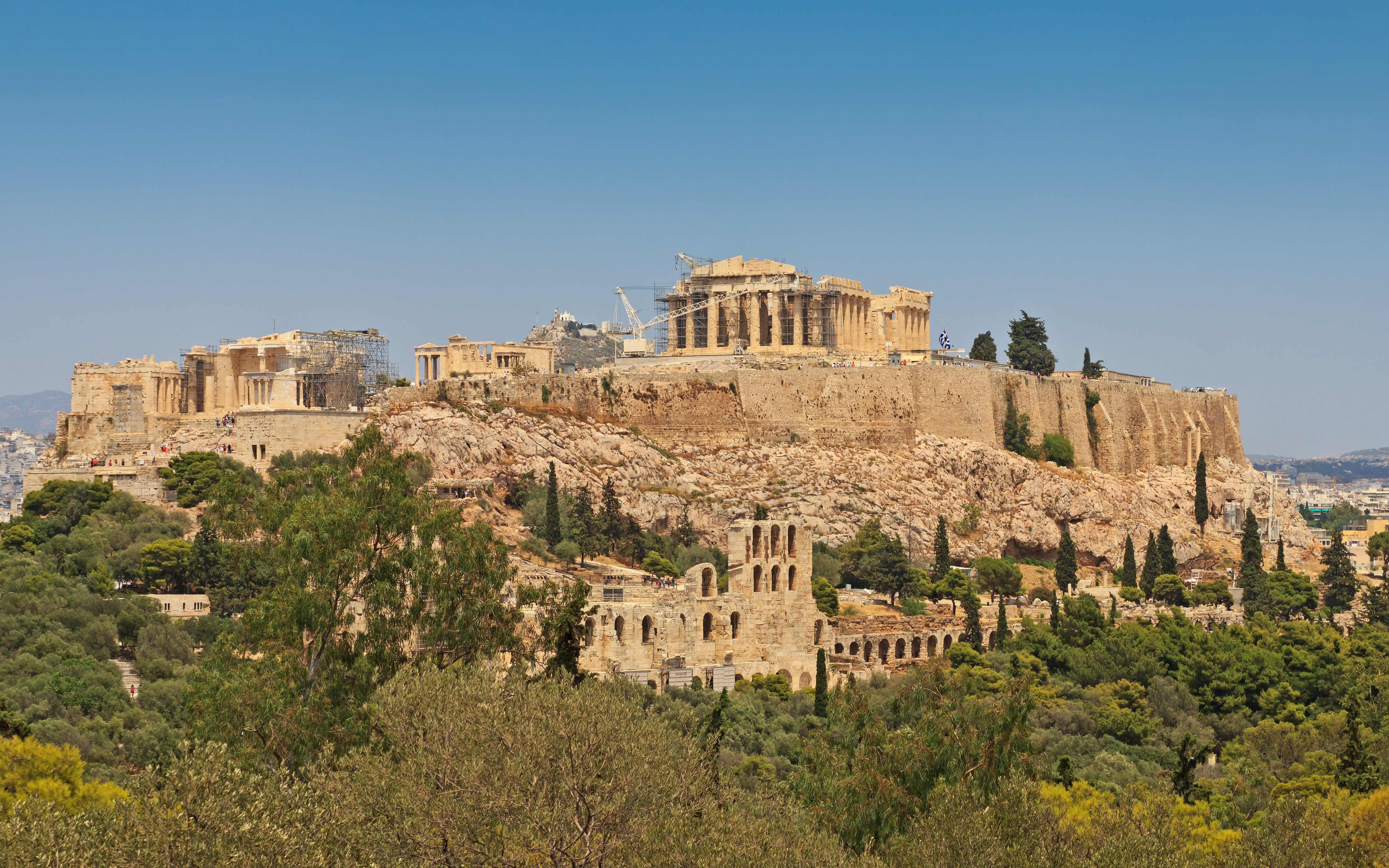
Acropoli di Atene

Andando indietro di diversi millenni, nella progressione della storia civica, paesi emergenti o città hanno preso diversi indirizzi culturali. Alcuni paesi o città hanno deliberatamente tentato di proporre una presenza in cui la cultura andava al di sopra di altri successi nella forza militare, o nella produzione, o in importanza strategica.
Forse l'esempio migliore è Atene, in Grecia, come prima città delle arti ampiamente conosciuta, che agisce in opposizione a Sparta.
Atene da allora ha fornito l'ispirazione per innumerevoli imitazioni in sviluppo civile. Ellenismo e idee ellenistiche hanno spinto innumerevoli città ad imitare questa città guidata da arte, popolata da artisti e artigiani, e con una forte influenza locale, regionale e internazionale sulle arti. 
Alessandria, Costantinopoli e molte città-stato medievali italiane come Ferrara, Bologna, Palermo, Napoli e Perugia sono esempi di città d'arte.
Con l'inizio della rivoluzione industriale in epoca vittoriana, una piccola rinascita delle città d'arte è stata influenzato da William Morris nel Regno Unito; e da idealisti delle arti come Thoreau e Walt Whitman in America, e portato in adempimento da architetti come Frank Lloyd Wright, la cui influenza sul sostegno della classe artigianale, le loro arti e il loro uso di materiali naturali locali, ha portato alla rinascita rurale delle città d'arte dagli anni '70.

## Gli elementi chiave delle città d'arte
Le città d'arte hanno almeno dieci motivi primari che le definiscono.
Questi includono una zona di densità artistica considerata il centro della città, che contempla molteplici gallerie d'arte, che ospitano anche passeggiate d'arte; laboratori artigianali che utilizzano materiali locali; teatri e strutture per il teatro, formazione delle arti folcloristiche e strutture espositive; caffetterie con oggetti d'arte prodotti localmente; almeno da tre a cinque cooperative artistiche; edifici storici che hanno subito un adeguato rinnovamento e hanno mantenuto il loro carattere con un'interpretazione storica; almeno due o tre uffici di fondazione di arti; un consiglio artistico che lavora con urbanisti e con il consiglio comunale; lezioni quotidiane nelle arti che coinvolgono molti cittadini, e formano studenti e turisti per seminari.
Tipicamente queste città hanno anche un rapporto di un museo per 2000 cittadini.
In alcune nazioni le città d'arte ricevono una designazione ufficiale dalle autorità culturali nazionali.

## Città d'arte storiche in Europa
L'Unione europea ha sviluppato la denominazione di "città d'arte" per piccole città che hanno un'importanza storica e artistica fondata sugli studi dell'UNESCO da oltre vent'anni nell'ambito dell'iniziativa delle città sostenibili.